# Kanadas högsta domstol

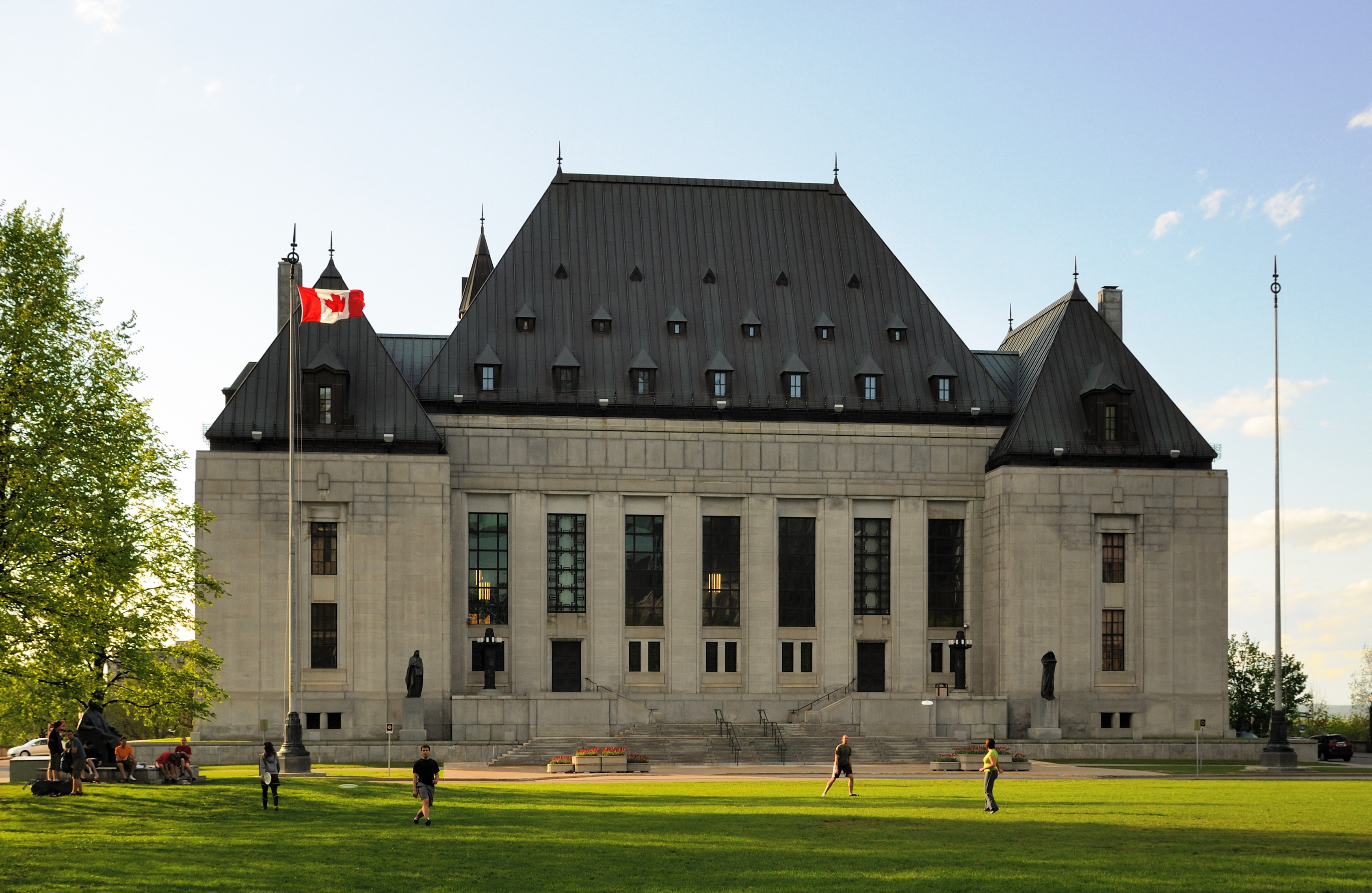
Domstolsbyggnaden 2009.

Kanadas högsta domstol (engelska: Supreme Court of Canada, franska: Cour suprême du Canada) finns i Ottawa och är den högsta domstolen i Kanadas rättssystem.

## Historik
Domstolen grundades genom British North America Act, 1867, en lag som 1982 döptes om till Constitution Act, 1867.